# Trithemis nuptialis
Trithemis nuptialis är en trollsländeart som beskrevs av Karsch 1894. Trithemis nuptialis ingår i släktet Trithemis och familjen segeltrollsländor. IUCN kategoriserar arten globalt som livskraftig. Inga underarter finns listade i Catalogue of Life.